# Primary (The Cure)
Primary è un singolo della band britannica The Cure, pubblicato il 17 marzo 1981, unico estratto dall'album Faith.
Il brano è stato suonato per la prima volta durante il Seventeen Seconds Tour, ma aveva come titolo Cold Colours e il testo e la doppia linea di basso erano totalmente differenti. La canzone veniva introdotta come tributo a Ian Curtis, cantante dei Joy Division, morto suicida mentre la band era in tournée. Alla fine del tour si scelse di cambiare testo e titolo al brano.
Il videoclip del brano mostra la band che suona in una stanza scura, a cui si alternano sequenze con delle bambine che giocano a travestirsi.

## Tracce
Vinile 7"
Lato A
1. Primary

Lato B
1. Descent

Vinile 12"
Lato A
1. Primary (extended)

Lato B
1. Descent

## Formazione
- Robert Smith - voce, basso
- Simon Gallup - basso
- Lol Tolhurst - batteria